# كريستي سميث (لاعبة كرة قدم)
كريستي سميث (بالإنجليزية: Kirsty Smith) هي لاعبة كرة قدم بريطانية، ولدت في 6 يناير 1994. لعبت مع Hibernian W.F.C. ‏.

## وصلات خارجية
- كريستي سميث على موقع الاتحاد الدولي (مؤرشف)  (الإنجليزية)
- كريستي سميث على موقع الاتحاد الأوربي (الإنجليزية)
- كريستي سميث على موقع الاتحاد الإسكتلندي (الإنجليزية)
- كريستي سميث على موقع قاعدة بيانات كرة القدم.إي يو (الإنجليزية)
- كريستي سميث على موقع Soccerway.com (الإنجليزية)
- كريستي سميث على موقع عالم كرة القدم.نت (الإنجليزية)